# Yimei
Yimei (chinesisch 伊美区,  Yīměi Qū) ist ein Stadtbezirk der bezirksfreien Stadt Yichun in der chinesischen Provinz Heilongjiang im Nordosten der Volksrepublik China. Der Stadtbezirk hat eine Fläche von 2.762 Quadratkilometern und 173.320 Einwohner (Stand: Zensus 2020).